# Parafia św. Anny w Ustroniu
Parafia św. Anny – rzymskokatolicka parafia znajdująca się w Ustroniu, na osiedlu Nierodzim. Należy do dekanatu Wisła diecezji bielsko-żywieckiej. Jest prowadzona przez księży diecezjalnych. W 2005 r. zamieszkiwało ją ponad 1500 katolików.
Zabytkowy drewniany kościół parafialny konsekrowano w 1769 r. Do 1962 r. kościół stanowił filię parafii w Skoczowie. W 1962 r. ustanowiono tu placówkę duszpasterską, podniesioną do parafii 29 stycznia 1978 r.